# روبرت ويليام سوير
روبرت ويليام سوير (بالإنجليزية: Robert William Sawyer)‏ هو سياسي أمريكي، ولد في 12 مايو 1880 في بانجور في الولايات المتحدة، وتوفي في 13 أكتوبر 1959 في بيند في الولايات المتحدة.